# Манн, Манфред

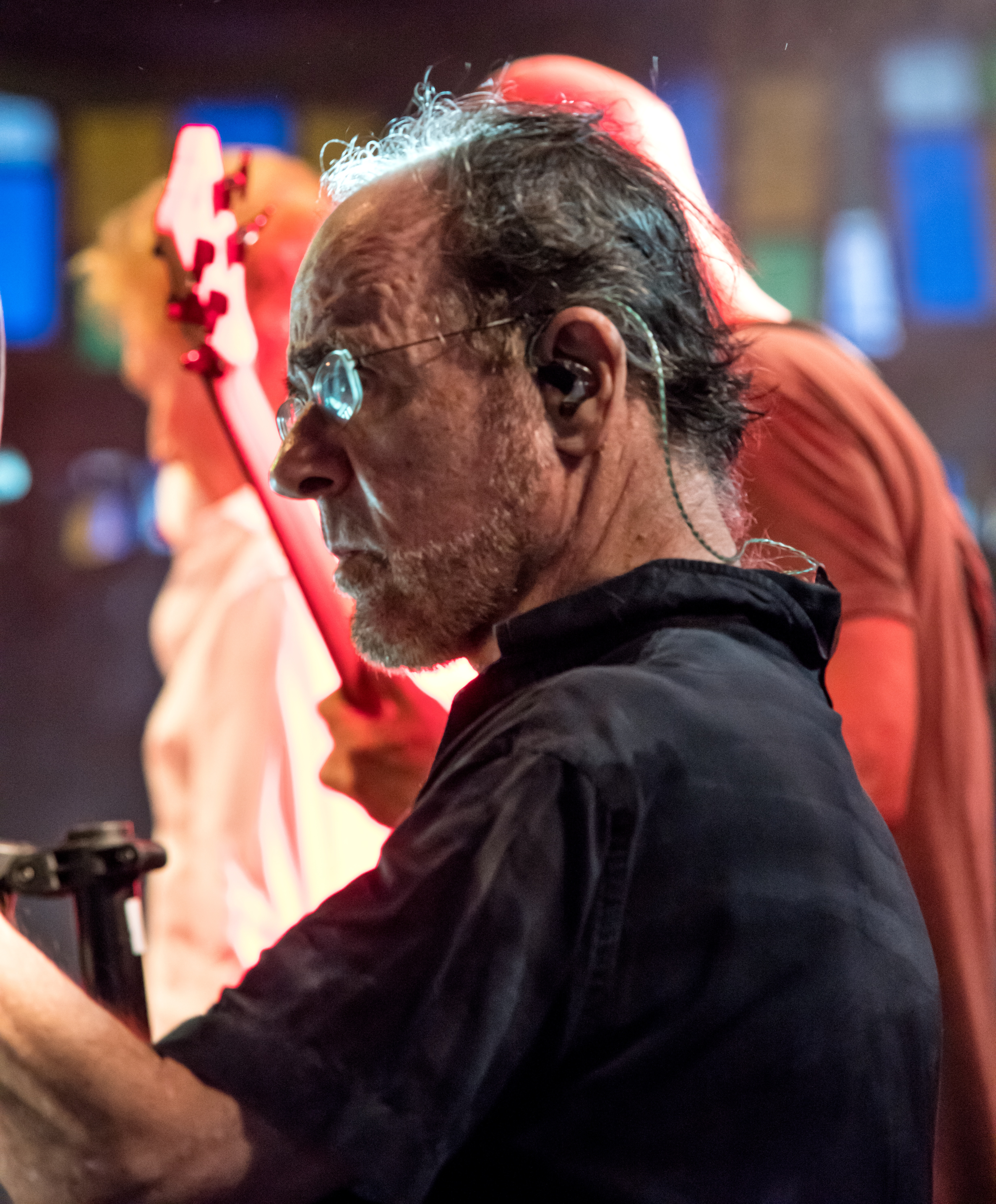
Manfred Mann. Zelt Musik Festival 2017 Фрайбург, Германия

Манфред Манн (англ. Manfred Mann, настоящее имя Майкл Сепсе Любовиц — англ. Michael Sepse Lubowitz; род. 21 октября 1940, Йоханнесбург, Гаутенг, ЮАР) — южноафриканский и британский клавишник, аранжировщик и композитор. Лидер групп Manfred Mann, Manfred Mann Chapter Three, Manfred Mann's Earth Band, Manfred Mann’s Plain Music.

## Биография и творчество

### Ранние годы
Майкл Любовиц (впоследствии Манфред Любовиц) родился в Йоханесбурге (Highlands North), в состоятельной семье еврейских иммигрантов из Литвы. Мать — пианистка Алма Коэн (англ. Alma Cohen).  Отец — Дэвид Любовиц, в издательстве которого Майкл работал некоторое время после окончания школы.  Затем он изучал классическую музыку в Университете Витватерсранда, выступал в качестве джазового пианиста во многих клубах Йоханнесбурга. Между 1959-м и 1961 годами записал вместе со своим другом детства Гарри Миллером два альбома в составе группы The Vikings.
В 1961 году, будучи убеждённым противником политики апартеида в Южной Африке, Манфред уезжает сначала в Нью-Йорк, затем в Англию. Примерно в это же время он начал писать для Jazz News под псевдонимом Manfred Manne (также M. Manne, по фамилии барабанщика Шелли Манна), которая вскоре была сокращена до Mann.

### Manfred Mann
В следующем году он встретил барабанщика и клавишника Майка Хагга в лагере отдыха «Butlins Holiday Camp» в Клектон-он-Си, и вместе они образуют джазово-блюзовый квинтет, который получил название Mann Hugg Blues Brothers. В марте 1963 года группа подписала контракт с HMV Records, по предложению лейбла название было изменено на Manfred Mann. Творчество этого коллектива представляло собой смесь ритм-энд-блюза и поп-музыки, причём большую часть материала занимали обработки произведений других авторов. Наибольшим успехом пользовались песни «Do Wah Diddy Diddy», «Sha La La», «Pretty Flamingo», «Mighty Quinn».

### Manfred Mann Chapter Three
Группа Manfred Mann распалась в 1969 году, но Манн сразу формирует другой проект с Майком Хаггом под названием Manfred Mann Chapter Three — экспериментальную джаз-роковую-группу. Группа просуществовала недолго, и после выпуска двух альбомов была расформирована. В том же году Манн снимается в эпизодической роли в фильме Венера в мехах, к которому также написал музыку.

### Manfred Mann’s Earth Band
После распада Manfred Mann Chapter Three неудержимый Манн сформировал в 1971 году новую группу под названием Manfred Mann’s Earth Band (сокращённо, MMEB), с которой он достиг всемирной известности. Впоследствии состав группы неоднократно менялся, основными его участниками оставались Манфред Мэнн и поющий гитарист Мик Роджерс.
Дебютный альбом нового коллектива вышел в начале 1972 года, и в период 1972-1974 группа выпустила пять альбомов, стиль которых представлял собой смешение прогрессивного рока, симфо-рока и хард-рока. Музыкальные критики положительно оценили эти работы, отметив, в частности, виртуозную игру Манна на клавишных инструментах. В рецензии на третий альбом группы критик Брюса Эдера (Bruce Eder) писал: «… Манн вторгается на территорию Рика Уэйкмана и Кита Эмерсона, в то время как в целом звучание группы становится ближе к Deep Purple…  Общий стиль альбома находится где-то посередине между арт-роком и хеви-метал, с элементами фолка, причём все эти жанры органично сочетаются друг с другом».
«Классическим» альбомом раннего MMEB стал четвёртый альбом Solar Fire, отсюда вышел и первый хит группы «Joybringer» (#9, UK) — рок-вариация на тему симфонической сюиты Густава Хольста «Планеты» (использована тема четвёртой части сюиты под названием «Юпитер — носитель веселья»).

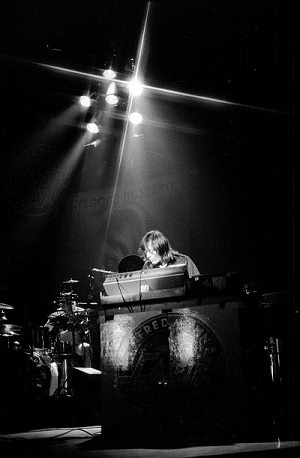
Манфред Манн в Осло, 5 декабря 1976. Фотограф Helge Øverås

Наибольший успех MMEB приходится на вторую половину 1970-х годов. Первым хит-альбомом стал шестой по счёту диск Nightingales and Bombers (1975). Его название вдохновлено записью соловьиного пения, сделанной в годы Второй мировой войны английским натуралистом во время пролёта германских бомбардировщиков, направлявшихся бомбить Британию (фрагмент этой записи звучит в альбоме).
Следующий альбом The Roaring Silence (1976) поднялся до #10 в Billboard 200 и является самым коммерчески успешным за всё время существования группы. Наиболее известным произведением этого альбома является первая композиция «Blinded by the Light», которая представляет собой обработку одноимённой песни американского музыканта Брюса Спрингстина из дебютного альбома Greetings from Asbury Park, N.J. (1973). В 1977 году она была переиздана в виде сингла, который поднялся на первое место в Billboard Hot 100 и вошёл в хит-парады многих стран мира.
Восьмой альбом Watch (1978) поднялся до #83 в Billboard 200 и принёс два новых хита: «Davy's On The Road Again» и «Mighty Quinn», которые вышли также в виде отдельного сингла и многократно исполнялись на концертах. Вторая композиция — обработка известной одноименной песни Боба Дилана — уже исполнялась Манном десятью годами ранее в составе Manfred Mann.
За всё время существования (с 1971 по настоящее время) группа MMEB записала около полутора десятков альбомов, несколько раз меняла состав и существует по сей день.

### Другое
В 1971 году исполнил клавишное соло в песне Uriah Heep «July Morning».
В 1991 году, после временного роспуска MMEB, Манн выпустил сольный альбом под названием Manfred Mann’s Plain Music, основанный на фольклорной музыке индейцев Великих равнин Северной Америки. Спустя некоторое время группа Manfred Mann’s Earth Band была собрана вновь.

## Исполнение
Манфред Манн использовал различные клавишные инструменты за свою карьеру, но он особенно известен своим соло на синтезаторе Minimoog. На концертных выступлениях MMEB он часто играет долгие импровизации, а также затевает шуточные «соревнования» между ним и гитаристом.